# Raad voor het Landelijk Gebied
De Raad voor het Landelijk Gebied was een onafhankelijk adviescollege voor het gehele beleidsveld van het toenmalige Ministerie van Landbouw, Natuurbeheer en Visserij en de opvolgers hiervan tussen 1997 en 2012. Deze instantie adviseerde de regering en de Eerste en Tweede kamer en de provincies op hoofdlijnen van beleid.

## Instelling en opheffing
De Raad werd voor het eerst ingesteld in 1997 na het aannemen van de instellingswet door de Tweede en Eerste kamer in 1996, en kwam onder meer voort uit de Raad voor het Natuurbeheer, de opvolger van de Natuurbeschermingsraad.
De raad is uiteindelijk met onder meer de Raad voor Verkeer en Waterstaat en de VROM-raad in 2012 opgegaan in de Raad voor de leefomgeving en infrastructuur.

## Samenstelling
Het voorzitterschap werd tot 1 januari 2006 bekleed door Prof. H.J.L. Vonhoff. Vanaf die datum was Prof. mr. P.C.E. (Peter) van Wijmen, hoogleraar natuurbeschermingsrecht aan de Universiteit van Tilburg, de voorzitter.
Op 19 januari 2006 werd de Raad opnieuw samengesteld. Bij de samenstelling werd gelet op de deskundigheid met betrekking tot landbouw, natuurbeheer, openluchtrecreatie, water, milieu en sociaal-economische dan wel bestuurlijk-juridische vraagstukken en de maatschappelijke ervaring en achtergrond van de te benoemen leden. Op grond daarvan is een spreiding van de leden over de terreinen onderzoek en wetenschap, openbaar bestuur en maatschappelijke organisaties nagestreefd.
De Raad bestond vanaf 2006 uit de volgende leden:
- Drs. B.J.M. (Ben) van Essen: socioloog en plv. hoofd van de afdeling Kennis en Strategie van de Provincie Limburg
- Ir. J.T.G.M. (Koos) Koolen: zelfstandig adviseur
- J. (Jannie) Lamberts: melkveehouder en actief in de gemeentepolitiek en de agrarische belangenbehartiging
- Prof. dr. M.J.A. (Marjan) Margadant-van Arcken: filosoof/pedagoog
- T. (Tracy) Metz: journaliste en redacteur bij de NRC Handelsblad
- Dr. M.C. (Marijke) van Schendelen: zelfstandig adviseur ruimtelijke ontwikkelingen
- Dr. ir. H.J. (Huib) Silvis: hoofd van de afdeling Maatschappijvraagstukken LEI, Wageningen UR
- F. (Frans) Tielrooij: politicus
- Prof. dr. M.J.W. (Mark) van Twist: bestuurskundige
- Drs. C.J.G.M. (Kees Jan) de Vet: burgemeester Leusden

## Publicaties
Naast diverse brieven met adviezen voor onder andere kamerbehandeling, zijn onder meer de volgende rapporten met adviezen verschenen. De publicaties staan op de website van de Raad voor de leefomgeving en infrastructuur en zijn desgewenst te downloaden.

### 2004
- Ontspannen in het groen, advies over de wijze waarop overheid, bedrijfsleven en maatschappelijke organisaties zorgen voor recreatie in de toekomst
- Platteland aan het stuur, advies over vernieuwende vormen van bestuur voor het landelijk gebied
- Meerwaarde, advies over de landbouw en het landelijke gebied in Europees perspectief

### 2005
- Kies positie in transitie, advies over financiering van transities (veranderingen) in het landelijk gebied
- Nationale Landschappen: vaste koers en lange adem, advies over de instrumentatie van Nationale Landschappen
- Plankgas voor glas?, advies over duurzame ontwikkeling van de glastuinbouw in Nederland
- Recht op groen, advies over de groene kwaliteit van de openbare ruimte (openbaar groen, met vervolg in 2006)
- Tijd voor kwaliteit, advies over het ontwikkelen van kwaliteit op het platteland
- Bouwstenen voor de visie op de toekomst van de landbouw, 4 notities als bouwstenen voor de visie op de toekomst van de landbouw
- De wintersterfte 2004-2005 van grote grazers in de Oostvaardersplassen, advies van de Raad voor Dierenaangelegenheden en de Raad voor het Landelijk Gebied

### 2006
- Buitenbeentjes en boegbeelden, advies over megabedrijven in de Nederlandse land- en tuinbouw
- Realisatie 'recht op groen, advies over de realisatie advies 'Recht op groen' (2005)
- Zuiderzeelijn, briefadvies van VROM-Raad, Raad V&W en RLG
- Van Zorgen naar Borgen, advies over de bestuurlijke omslag bij LNV

### 2007
- Extra inzet voor de Zuidvleugel, Briefadvies over het Nota Ruimte-programma voor de Zuidvleugel van de Randstad van raad V&W, Vrom Raad en RLG
- Europees Gemeenschappelijk Landbouwbeleid: Bedrijfstoeslagen, advies over het systeem van bedrijfstoeslagen